# Budowa serca człowieka

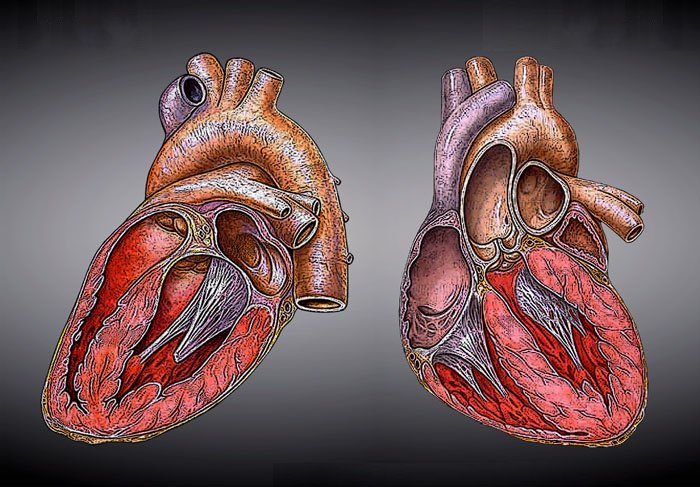
Serce

1. Prawy przedsionek
2. Lewy przedsionek
3. Żyła główna górna
4. Łuk aorty
5. Lewa tętnica płucna
6. Żyła płucna dolna
7. Zastawka mitralna
8. Zastawka aortalna
9. Komora lewa
10. Komora prawa
11. Żyła główna dolna
12. Zastawka trójdzielna
13. Zastawka pnia płucnego

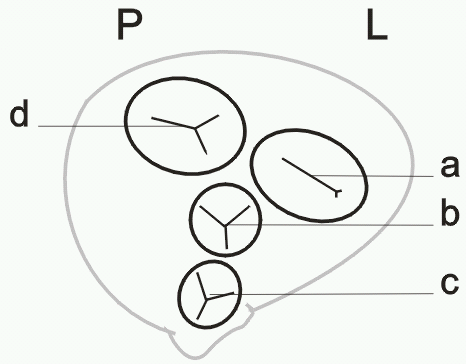
Zastawki w sercu człowieka (półschemat)
P – strona prawa, L – strona lewa, zastawki: a – mitralna, b – aorty, c – pnia płucnego, d – trójdzielna

Serce (łac. cor, cordis) – centralny narząd układu krwionośnego położony w klatce piersiowej, w śródpiersiu środkowym, wewnątrz worka osierdziowego.

## Budowa ogólna
Serce człowieka jest narządem czterojamowym, składa się z 2 przedsionków i 2 komór.

### Przedsionek prawy
Przedsionek prawy (łac. atrium dextrum) zbiera krew z całego organizmu (oprócz płuc). Uchodzą do niego:
- żyła główna górna (łac. vena cava superior) – zasadniczo zbiera krew z nadprzeponowej części ciała,
- żyła główna dolna (łac. vena cava inferior) – zbiera krew z podprzeponowej części ciała,
- zatoka wieńcowa (łac. sinus coronarius) – uchodzą do niej duże i średnie żyły serca.

Rozwojowo przedsionek prawy powstaje z dwóch części: 
- końcowego odcinka embrionalnej zatoki żylnej – do niej uchodzą obie żyły główne i zatoka wieńcowa, jej ściany są gładkie;
- właściwego przedsionka prawego, którego powierzchnia wewnętrzna pokryta jest przez równoległe beleczki mięśniowe – mięśnie grzebieniaste (łac. musculi pectinati); szczególnie silne beleczkowanie zaznaczone jest w wypustce przedsionka prawego, uszku prawym (łac. auricula dextra); obie części rozwojowe rozdziela grzebień graniczny (łac. crista terminalis).

Trzymając serce w pozycji opisowej (tj. pionowo, koniuszkiem w dół), możemy wyróżnić sześć ścian przedsionka prawego
- przednia – uwypuklająca się w uszko prawe;
- górna – tu znajduje się ujście żyły głównej górnej (łac. ostium veanae cavae superioris);
- tylna – znajdujemy tu dwa otwory: ujście żyły głównej dolnej (łac. ostium venae cavae inferioris), otoczone przez szczątkową zastawkę żyły głównej dolnej (łac. valvula venae cavae inferioris, syn. valvula Eustachii); stopień jej rozwoju jest bardzo zmienny, od w pełni wykształconej zastawki do zupełnego jej braku (najczęściej w kształcie sierpa); ma ona znaczenie u płodu, gdyż przekierowuje strumień krwi ku otworowi owalnemu; po urodzeniu narząd szczątkowy; w tej ścianie znajduje się również ujście zatoki wieńcowej (łac. ostium sinus coronarii), zamkniętej również szczątkową zastawką (łac. valvula sinus coronarii syn. valvula Thebesii);
- przyśrodkowa – stanowi ją przegroda międzyprzedsionkowa, w której znajduje się zagłębienie – dół owalny (łac. fossa ovalis), którego dno stanowi zarośnięta zastawka dołu owalnego (łac. valvula foraminis ovalis) – pozostałość pierwotnej przegrody międzyprzedsionkowej (łac. septum primum)
- boczna – zwykle znajdują się tu drobne ujścia niewielkich żył przednich serca (łac. venae cordis anterior) oraz żył najmniejszych (łac. venae cordis minimae); poza tym przebiega tu grzebień graniczny – granica między pierwotną zatoką żylną a przedsionkiem właściwym;
- dolna – stanowi ją ujście przedsionkowo-komorowe prawe (ujście żylne prawe) (łac. ostium atrioventriculare dextrum).

### Komora prawa
Z przedsionka prawego, przez zastawkę trójdzielną, krew przepływa do komory prawej (łac. ventriculus dexter), a stąd przez pień płucny (łac. truncus pulmonalis) do obu płuc, tworząc krążenie czynnościowe płuc.
W przekroju poprzecznym prawa komora ma kształt półksiężyca. Komora ta pompuje krew pod znacznie niższym ciśnieniem niż komora lewa. Z tego powodu ściana komory prawej jest znacznie cieńsza (ok. 5 mm), co wywołuje sierpowaty kształt komory na przekroju poprzecznym. Wierzchołek komory leży ok. 10 mm od wierzchołka serca. Odpowiada to najniższym odcinkom bruzd międzykomorowych przedniej i tylnej. W położeniu prawidłowym podstawa komory skierowana jest ku górze, tyłowi i w prawo. Znajdują się w niej dwa otwory zamknięte zastawkami: ujście przedsionkowo-komorowe prawe i ujście pnia płucnego. Oddziela je mięśniowy wał – grzebień nadkomorowy (łac. crista supraventricularis). Oddziela on drogę dopływną od odpływnej (stożek tętniczy prawy, łac. conus arteriosus dexter). Powierzchnia stożka tętniczego jest gładka, zaś właściwa komora wysłana jest licznymi beleczkami mięśniowymi (łac. trabeculae carneae).
Ujście przedsionkowo-komorowe prawe zamyka zastawka trójdzielna (łac. valva tricuspidalis). Tworzą ją trzy płatki: przedni, tylny i przyśrodkowy (syn. przegrodowy) (łac. cuspis anterior, posterior et medialis vel septalis). Przyczep wszystkich płatków znajduje się w pierścieniu włóknistym. Pomiędzy płatkami głównymi często znajdują się dodatkowe płatki pośrednie. Do płatków zastawki przyczepiają się struny ścięgniste biegnące od mięśni brodawkowatych (łac. musculi papillares).
Ujście pnia płucnego zamyka zastawka złożona z trzech płatków półksiężycowatych (łac. valvulae semilunares): przedniego, prawego i lewego.

### Przedsionek lewy
Z płuc krew zbierają cztery żyły uchodzące do przedsionka lewego:
- żyła płucna górna lewa (łac. vena pulmonalis superior sinistra),
- żyła płucna górna prawa (łac. vena pulmonalis superior dextra),
- żyła płucna dolna lewa (łac. vena pulmonalis inferior sinistra),
- żyła płucna dolna prawa (łac. vena pulmonalis inferior dextra).

Podobnie jak przedsionek prawy wywodzi się z dwóch rozwojowo odrębnych części: pierwszej o gładkich ścianach, powstałej ze zlania się końcowych odcinków żył płucnych, oraz drugiej, pokrytej licznymi mięśniami grzebieniastymi właściwego przedsionka, ograniczonego właściwie do uszka lewego (łac. auricula sinistra). W porównaniu z uszkiem prawym jest ono dłuższe, węższe i nieco załamane, gdyż zachodzi na pień płucny. Na ścianie przyśrodkowej widać niekiedy pozostałość zastawki otworu owalnego. Można zauważyć również na ścianie przedsionka ujścia najmniejszych żył serca. Na ścianie tylnej zaznacza się wycisk przełyku, a na przedniej wyciski aorty i pnia płucnego. Dolną ścianę stanowi ujście przedsionkowo-komorowe lewe.

### Komora lewa
Z przedsionka lewego, przez zastawkę dwudzielną (mitralną), krew przepływa do komory lewej (łac. ventriculus sinister), a stąd do tętnicy głównej (łac. aorta). Krew z aorty zaopatruje odżywczo cały organizm człowieka. Grubość ściany wynosi średnio 15 mm. Ma kształt stożka i jest bardziej wysmukła i dłuższa niż prawa. Jej wierzchołek jest tożsamy z koniuszkiem serca.
Ujście przedsionkowo-komorowe lewe zamyka zastawka dwudzielna (mitralna) (łac. valva mitralis) utworzona przez płatki przedni i tylny, które za pomocą strun ścięgnistych łączą się z mięśniami brodawkowatymi przednim i tylnym. Między głównymi płatkami zastawki często występują drobne płatki pośrednie. Płatki przyczepiają się do obwodu pierścienia ścięgnistego. Ujście aorty zamykają, podobnie jak ujście pnia płucnego, trzy płatki półksiężycowate: prawy, tylny i lewy.
|           | Przedsionek | Komora      |
| --------- | ----------- | ----------- |
| Prawy(-a) | 110–185 cm3 | 160–230 cm3 |
| Lewy(-a)  | 100–150 cm3 | 140–210 cm3 |

## Budowa wewnętrzna serca
Na przekroju ściany serca możemy wyróżnić trzy warstwy: wsierdzie, śródsierdzie i nasierdzie.

### Wsierdzie
Wsierdzie (łac. endocardium) jest jednowarstwowym nabłonkiem płaskim spoczywającym na łącznotkankowej blaszce właściwej wsierdzia. Pod nią znajduje się, zawierająca naczynia i nerwy (których brak w blaszce właściwej), tkanka podwsierdziowa. Nabłonek wyściełający wszystkie struktury wewnątrz serca przechodzi bez wyraźnej granicy w śródbłonek naczyń (łac. endothelium).

### Śródsierdzie
Śródsierdzie (łac. myocardium – w szerokim znaczeniu) składa się z trzech głównych elementów:
- szkieletu serca – znajduje się w podstawie serca na granicy między przedsionkami i komorami; zbudowany jest z tkanki włóknistej zbitej; składa się z:
  - czterech pierścieni włóknistych (łac. annuli fibrosi) otaczających ujścia żylne i tętnicze serca,
  - dwóch trójkątów włóknistych (łac. trigona fibrosa): prawego i lewego, leżą pomiędzy pierścieniami włóknistymi otaczającymi ujścia przedsionkowo-komorowe a pierścieniem ujścia aorty,
  - części błoniastej przegrody międzykomorowej;
- mięśnia sercowego, czyli właściwe myocardium; składa się na nią osobna mięśniówka przedsionków i komór:
  - w przedsionkach nie rozróżniamy ściśle oddzielnych warstw, a jedynie pasma mięśniowe głębokie: krótsze biegnące w obrębie jednego przedsionka i długie leżące bardziej powierzchownie, łączące oba przedsionki;
  - w komorach zazwyczaj wyróżnia się:
    - zewnętrzną warstwę skośną – wspólną dla obu komór, na wierzchołku serca tworzącą wir serca (łac. vortex cordis),
    - środkową warstwę okrężną – jej powierzchowna część jest wspólna, a głębsza osobna dla komór; to ona wytwarza główną siłę skurczu serca,
    - wewnętrzną warstwę podłużną – osobna dla każdej komory;
- układu przewodzącego serca (łac. systema conducens cordis) – reguluje on rytmikę pracy serca oraz prawidłową kolejność skurczów poszczególnych części serca; jest on zbudowany ze zmodyfikowanych miocytów; składają się na niego:
  - węzeł zatokowo-przedsionkowy (łac. nodus sinuatrialis) – generuje on wskutek powolnej samoistnej depolaryzacji prawidłowy rytm zatokowy skurczów serca,
  - węzeł przedsionkowo-komorowy (łac. nodus atrioventricularis),
  - pęczek przedsionkowo-komorowy (łac. fasciculus atrioventricularis, pęczek Hisa), na który składa się pień (odnoga wspólna, łac. crus commune, jedyne połączenie między mięśniówką przedsionków i komór) oraz odnogi prawej i lewej; wszystkie odnogi biegną w przegrodzie międzykomorowej,
  - rozgałęzienia końcowe (włókna Purkiniego) – wstępują ku górze w mięśniówce właściwej podstawy serca (zarówno komory prawej jak i lewej).

### Nasierdzie
Nasierdzie (łac. epicardium) jest blaszką trzewną osierdzia surowiczego. Zbudowane jest z jednowarstwowego nabłonka płaskiego spoczywającego na blaszce właściwej nasierdzia (łac. lamina propia epicardii) i leżącej pod nią tkance podnasierdziowej, zawierającej liczne adipocyty (naczynia i nerwy biegną analogicznie do wsierdzia).

## Unaczynienie serca
Unaczynienie tętnicze serca pochodzi od tętnic wieńcowych (arteriae coronariae): prawej (a. coronaria dextra) i lewej (łac. a. coronaria sinistra).

### Tętnica wieńcowa prawa
Bierze początek w prawej zatoce aorty. U około 2,7% populacji ma swój początek we wspólnym pniu tętniczym z tętnicą wieńcową lewą, wychodząc z lewej zatoki aorty. Przebiega pomiędzy prawym uszkiem a prawym stożkiem tętniczym; następnie w bruździe wieńcowej między prawym przedsionkiem a prawą komorą. Wchodzi na przeponową powierzchnię serca, biegnąc w bruździe międzykomorowej tylnej jako gałąź międzykomorowa tylna (ramus interventricularis posterior, której towarzyszy vena cardiaca media – żyła sercowa średnia) i dochodzi do koniuszka serca (łac. apex cordis). W jej przedłużeniu w bruździe wieńcowej biegnie druga gałąź.
Gałęzi międzykomorowej tylnej towarzyszą:
- żyła sercowa średnia (łac. v. cardiaca media),
- naczynia chłonne,
- gałązki nerwowe ze splotu sercowego (wraz z komórkami zwojowymi).

Tętnica wieńcowa prawa oddaje następujące gałęzie:
- wstępujące (do prawego przedsionka),
- zstępujące (do przedniej ściany, prawego brzegu i ściany tylnej prawej komory),
- boczne: prawe i lewe (do obu komór),
- przegrodowe tylne (obszar zaopatrzenia to 1/3 tylnej przegrody międzykomorowej oraz większość struktur układu bodźco-przewodzącego mięśnia sercowego).

### Tętnica wieńcowa lewa
Rozpoczyna się w lewej zatoce aorty, u ok. 2,7% populacji razem z tętnicą wieńcową prawą (mają wspólny pień tętniczy, potem się rozdzielają). Jej krótki pień biegnie między lewym uszkiem a pniem płucnym w kierunku bruzdy wieńcowej (łac. sulcus coronarius).
Tętnica wieńcowa lewa dzieli się na:
- gałąź międzykomorową przednią (łac. ramus interventricularis anterior), która biegnie w bruździe międzykomorowej przedniej aż do koniuszka serca; na przebiegu towarzyszą jej:
  - żyła wielka serca (łac. vena cardiaca magna),
  - naczynia chłonne,
  - gałązki nerwowe splotu sercowego (wraz z komórkami zwojowymi);

oddaje gałęzie:
- prawe (do prawej komory, w tym gałązkę stożka tętniczego),
- lewe (w liczbie 4–6, dochodzące do lewej komory),
- przegrodowe przednie (w liczbie 8–15, zaopatrujące 2/3 przednie przegrody międzykomorowej);

- gałąź okalającą (łac. ramus circumflexus), która w początkowym przebiegu ukryta pod lewym uszkiem (biegnie w bruździe wieńcowej między lewym przedsionkiem a lewą komorą na powierzchni mostkowo-żebrowej - następnie na powierzchni tylnej i kończy się na powierzchni przeponowej); na przebiegu towarzyszą jej:
  - żyła sercowa wielka (vena cardiaca magna),
  - naczynia chłonne,
  - gałązki splotu sercowego (wraz z komórkami zwojowymi);

oddaje gałęzie:
- wstępujące (do lewego przedsionka),
- zstępujące (do lewej komory).

## Unerwienie serca
Unerwienie serca można podzielić na:
- współczulne, które zapewniają:
  - nerw sercowy szyjny górny odchodzący od zwoju szyjnego górnego,
  - nerw sercowy szyjny środkowy od zwoju szyjnego środkowego,
  - nerw sercowy szyjny dolny od zwoju szyjnego dolnego,
  - nerwy sercowe piersiowe od części piersiowej pnia współczulnego;
- przywspółczulne, które zapewniają:
  - gałęzie sercowe górne od części szyjnej nerwu błędnego,
  - gałęzie sercowe piersiowe od części piersiowej nerwu błędnego,
  - gałęzie sercowe dolne od nerwu krtaniowego wstecznego.

Zatem jeżeli mowa o nerwach mamy na myśli unerwienie współczulne, a jeżeli o gałęziach – przywspółczulne.
Wymienione nerwy i gałęzie układają się w dwie grupy:
- powierzchowną – nerwy współczulne i jest to splot sercowy powierzchowny,
- głęboką – gałęzie przywspółczulne i jest to splot sercowy głęboki.

Sploty te przechodzą w splot wieńcowy lewy i prawy. W splotach tych występują liczne zwoje sercowe, w których następuje przełączenie przywspółczulnych włókien przedzwojowych na zazwojowe.
Czynnościowo unerwienie współczulne przyspiesza akcję serca, a przywspółczulne zwalnia.